# Felix Aylmer
Felix Aylmer (Corsham, Wiltshire, 21 de febrero de 1889-Pyrford, Surrey, 2 de septiembre de 1979) fue un actor teatral y cinematográfico inglés. Es principalmente conocido por haber interpretado a Polonio en Hamlet (1948) y a Isaac de York en Ivanhoe (1952).

## Biografía
Su nombre completo era Felix Edward Aylmer Jones, y nació en Corsham, Inglaterra, siendo sus padres Lilian Cookworthy y el teniente coronel Thomas Edward Aylmer Jones. Educado en la King James's Grammar School de Almondbury, cerca de Huddersfield, en la que estuvo interno desde 1897 a 1900, en la Magdalen College School de Oxford, y en el Exeter College de Oxford, centro en el que fue miembro de la Sociedad Dramática de la Universidad de Oxford. Se formó como actor a las órdenes de la actriz y directora Rosina Filippi, antes de conseguir su primer compromiso profesional en el London Coliseum en 1911.
Aylmer actuó junto a Laurence Olivier en adaptaciones al cine de obras de William Shakespeare, destacando su papel de Polonio en Hamlet (1948). Además, a menudo encarnaba a personajes sabios y viejos, como el caso de Merlín en Los caballeros del rey Arturo (1953). En Becket (1964) fue el arzobispo de Canterbury, actuando junto a Richard Burton, Peter O'Toole. Además, dio clases de elocución a Audrey Hepburn.
Su memorable estilo de hablar —digno y erudito— fue imitado con frecuencia por comediantes como Peter Sellers y Kenneth Williams. De hecho, como explicó el dramaturgo y abogado John Mortimer, los gestos que Aylmer utilizaba en sus papeles eran imitados por los jueces cuando debían actuar en el estrado en la vida real.
Aylmer fue presidente del sindicato de actores Equity entre 1950 y 1969, y fue nombrado oficial de la Orden del Imperio Británico durante la celebración del cumpleaños del Rey en 1950, y Knight Bachelor en las celebraciones por el cumpleaños de la Reina en 1965.
A los 80 años de edad, Aylmer encarnó a un malvado en un episodio de la serie Randall and Hopkirk (Deceased) titulado "It's Supposed to be Thicker than Water". Su último papel de importancia en la pantalla fue el de Abbot en la sitcom Oh, Brother!, actuando junto a Derek Nimmo (1968–70). 
Felix Aylmer falleció por causas naturales en una residencia en Pyrford, Inglaterra, en 1979.

## Filmografía
- Escape (1930)
- The Temporary Widow (1930)
- The World, the Flesh, the Devil (1932)
- Home, Sweet Home (1933)
- The Ghost Camera (1933)
- The Shadow (1933)
- The Wandering Jew (1933)
- The Clairvoyant (1934)
- Whispering Tongues (1934)
- The Night Club Queen (1934)
- The Path of Glory (1934)
- The Iron Duke (1934)
- My Old Dutch (1934)
- Doctor's Orders (1934)
- She Shall Have Music (1935)
- Hello, Sweetheart (1935)
- Old Roses (1935)
- Checkmate (1935)
- The Divine Spark (1935)
- The Ace of Spades (1935)
- The Price of a Song (1935)
- In the Soup (1936)
- The Improper Duchess (1936)
- Rhodes of Africa (1936)
- Tudor Rose (1936)
- Her Last Affaire (1936)
- Royal Eagle (1936)
- Seven Sinners (1936)
- As You Like It (1936)
- Dusty Ermine (1936)
- The Man in the Mirror (1936)
- Sensation (1936)
- Jack of All Trades (1936)
- The Mill on the Floss (1937)
- The Live Wire (1937)
- Dreaming Lips (1937)
- The Frog (1937)
- Glamorous Night (1937)
- The Vicar of Bray (1937)
- Action for Slander (1937)
- Victoria the Great (1937)
- The Rat (1937)
- South Riding (1938)
- Bank Holiday (1938)
- Kate Plus Ten (1938)
- Break the News (1938)
- I've Got a Horse (1938)
- Sixty Glorious Years (1938)
- La ciudadela (1938)
- Just like a Woman (1939)
- Young Man's Fancy (1939)
- Night Train to Munich (1940)
- Girl in the News (1940)
- Spies of the Air (1940)
- Charley's (Big-Hearted) Aunt (1940)
- Dr. O'Dowd (1940)
- The Briggs Family (1940)
- The Case of the Frightened Lady (1940)
- Saloon Bar (1940)
- The Seventh Survivor (1941)
- The Saint's Vacation (1941)
- The Ghost of St. Michael's (1941)
- Spellbound (1941)
- Major Barbara (1941)
- Kipps (1941)
- Once a Crook (1941)
- Atlantic Ferry (1941)
- I Thank You (1941)
- Hi Gang! (1941)
- South American George (1941)
- The Peterville Diamond (1942)
- The Black Sheep of Whitehall (1942)
- Sabotage at Sea (1942)
- The Young Mr Pitt (1942)
- Uncensored (1942)
- Coronel Blimp (1943)
- Thursday's Child (1943)
- The Demi-Paradise (1943)
- Escape to Danger (1943)
- English Without Tears (1944)
- Time Flies (1944)
- Mr. Emmanuel (1944)
- Henry V (1944)
- The Way to the Stars (1945)
- The Wicked Lady (1945)
- Caesar and Cleopatra (1945)
- The Years Between (1946)
- The Magic Bow (1946)
- The Laughing Lady (1946)
- Green Fingers (1947)
- The Man Within (1947)
- The October Man (1947)
- A Man About the House (1947)
- The Ghosts of Berkeley Square (1947)
- The Calendar (1948)
- Hamlet (1948)
- Quartet (1948)
- Edward, mi hijo (1949)
- Alicia en el país de las maravillas (1949)
- Christopher Columbus (1949)
- Prince of Foxes (1949)
- Your Witness (1950)
- So Long at the Fair (1950)
- Trio (1950)
- She Shall Have Murder (1950)
- No Highway in the Sky (1951)
- The Lady with the Lamp (1951)
- Quo vadis? (1951)
- The House in the Square (1951)
- Ivanhoe (1952)
- The Man Who Watched the Trains Go By (1952)
- Los caballeros del rey Arturo (1953)
- The Master of Ballantrae (1953)
- The Love Lottery (1954)
- The Angel Who Pawned Her Harp (1954)
- Loser Takes All (1956)
- Anastasia (1956)
- Saint Joan (1957)
- I Accuse! (1958)
- The Two-Headed Spy (1958)
- The Doctor's Dilemma (1958)
- Mesas separadas (1958)
- La momia (1959)
- Never Take Sweets from a Stranger (1960)
- From the Terrace (1960)
- Éxodo (1960)
- The Hands of Orlac (1960)
- Dos frescos en órbita (1962)
- The Boys (1962)
- The Affair (1963)
- The Running Man (1963)
- Becket (1964)
- The Thief and the Cobbler (1964)
- The Chalk Garden (1964)
- Masquerade (1965)
- Decline and Fall... of a Birdwatcher (1968)
- Hostile Witness (1968)

## Publicaciones
- Dickens Incognito (1959)
- The Drood Case (1964)